# Prvenstvo Hrvatske u bejzbolu 1992.
Prvo izdanje Prve hrvatske lige u bejzbolu je osvojila Nada iz Splita.

## Prva liga

### Poredak nakon ligaškog dijela
1. Nada (Split)
2. Zagreb (Zagreb)
3. Olimpija (Karlovac)
4. Deal Varaždin 1181 (Varaždin)
5. Medvednica (Zagreb)

### Doigravanje
| klub1                       | pob-por       | klub2         | rezultati     |
| poluzavršnica               | poluzavršnica | poluzavršnica | poluzavršnica |
| --------------------------- | ------------- | ------------- | ------------- |
|                             |               |               |               |
|                             |               |               |               |
|                             |               |               |               |
| završnica (Hrvatska serija) |               |               |               |
| Nada                        | 2-1           | Olimpija      |               |